# Cadillac (Formule 1)
De Amerikaanse autofabrikant General Motors heeft een contract om als constructeur in de Formule 1 onder de merknaam Cadillac mee te doen als Cadillac Formula 1 Team, te beginnen met het seizoen 2026. Het team zal in de eerste twee jaren met Ferrari-motoren rijden.